# Doris Roberts
Doris May Roberts, född Green den 4 november 1925 i Saint Louis, Missouri, död 17 april 2016 i Los Angeles, var en amerikansk skådespelerska, författare och filantrop. 
Roberts var bland annat känd för sin roll som Marie Barone i Alla älskar Raymond. Hon tilldelades fem Emmy Awards under sin karriär.

## Emmy Award-nomineringar
| År   | Kategori                                                  | Film/Serie          | Vinnare |
| ---- | --------------------------------------------------------- | ------------------- | ------- |
| 1983 | Outstanding Supporting Actress in a Drama Series          | St. Elsewhere       | JA      |
| 1985 | Outstanding Supporting Actress in a Drama Series          | Remington Steele    | NEJ     |
| 1989 | Outstanding Guest Actress in a Comedy Series              | Perfect Strangers   | NEJ     |
| 1991 | Outstanding Supporting Actress in a Miniseries or Special | The Sunset Gang     | NEJ     |
| 1999 | Outstanding Supporting Actress in a Comedy Series         | Alla älskar Raymond | NEJ     |
| 2000 | Outstanding Supporting Actress in a Comedy Series         | Alla älskar Raymond | NEJ     |
| 2001 | Outstanding Supporting Actress in a Comedy Series         | Alla älskar Raymond | JA      |
| 2002 | Outstanding Supporting Actress in a Comedy Series         | Alla älskar Raymond | JA      |
| 2003 | Outstanding Supporting Actress in a Comedy Series         | Alla älskar Raymond | JA      |
| 2004 | Outstanding Supporting Actress in a Comedy Series         | Alla älskar Raymond | NEJ     |
| 2005 | Outstanding Supporting Actress in a Comedy Series         | Alla älskar Raymond | JA      |